# Stenogastrinae
Stenogastrinae, ook weleens de hangwespen genoemd, vormen een onderfamilie van de plooivleugelwespen (Vespidae). Ze zijn op sociaal vlak erg divers : sommige soorten leven solitair, terwijl anderen in grote kolonies leven. Hun leefgebied strekt zich uit over vrijwel geheel Azië.

## Taxonomie
Deze volgende zeven (7) geslachten zijn bij de familie ingedeeld:
- Geslacht Anischnogaster van der Vecht komt alleen voor op Nieuw-Guinea en de nabijgelegen eilanden[1]
- Geslacht Cochlischnogaster Dong and Otsuka  is aangetroffen van Zuid-China tot Indochina.[1]
- Geslacht Eustenogaster van der Vecht is het meest verspreide van de zeven, met waarnemingen van Zuid-Indië tot Indochina, Indonesië en de Filipijnen.[1]
- Geslacht Liostenogaster van der Vecht van Zuid-China tot grote delen van Indonesië en de Filipijnen.[1]
- Geslacht Metischnogaster van der Vecht wordt waargenomen op Sumatra, Borneo, het schiereiland Malakka en de Filipijnen.[1]
- Geslacht Parischnogaster von Schulthess van Zuid-China tot grote delen van Indonesië en de Filipijnen, met sommige soorten in Assam en Sikkim.[1]
- Geslacht Stenogaster Guérin-Méneville komt alleen voor op Nieuw Guinea en de nabijgelegen eilanden[1]